# 6. pomorjanska zračnodesantna divizija (PLA)
Za druge 6. divizije glejte 6. divizija.
6. pomorjanska zračnodesantna divizija (izvirno poljsko 6 Pomorskiej Dywizji Powietrzno-Desantowej; kratica 6. PDPD) je bila elitna zračnodesantna divizija Poljske ljudske armade.

## Organizacija
1957
- 10. jurišni bataljon
- 16. jurišni bataljon
- 6. zračnoobrambna baterija
- 11. inženirska četa

1959
- 10. jurišni bataljon
- 16. jurišni bataljon
- 19. izvidniški bataljon
- 6. zračnoobrambna baterija
- 11. inženirska četa

1961
- 10. jurišni bataljon
- 16. jurišni bataljon
- 19. jurišni bataljon
- 26. izvidniški bataljon
- 5. mešani artilerijski divizion
- 6. zračnoobrambni bataljon
- 11. inženirska četa
- 15. inženirska četa

1964
- 10. jurišni bataljon
- 16. jurišni bataljon
- 19. jurišni bataljon
- 26. izvidniški bataljon
- 33. rezervni jurišni bataljon
- 5. mešani artilerijski divizion
- 6. zračnoobrambni bataljon
- 11. inženirska četa
- 15. inženirska četa

1966
- 10. jurišni bataljon
- 16. jurišni bataljon
- 19. jurišni bataljon
- 33. rezervni jurišni bataljon
- 5. mešani artilerijski divizion
- 35. samostojni artilerijski bataljon
- 6. zračnoobrambni bataljon
- 11. inženirska četa
- 48. izvidniška četa

1967
- 10. jurišni bataljon
- 16. jurišni bataljon
- 18. jurišni bataljon
- 33. rezervni jurišni bataljon
- 5. mešani artilerijski divizion
- 35. samostojni artilerijski bataljon
- 6. zračnoobrambni bataljon
- 11. inženirska četa
- 48. izvidniška četa

1977
- 10. jurišni bataljon
- 16. jurišni bataljon
- 18. jurišni bataljon
- 5. mešani artilerijski divizion
- 126. zračnoobrambna baterija
- 11. inženirska četa
- 48. izvidniška četa

1978
- 10. jurišni bataljon
- 16. jurišni bataljon
- 18. jurišni bataljon
- 5. mešani artilerijski divizion
- 126. zračnoobrambna baterija
- 11. inženirska četa
- 48. izvidniška četa
- 5. protioklepna baterija

1979
- 10. jurišni bataljon
- 16. jurišni bataljon
- 18. jurišni bataljon
- 126. zračnoobrambna baterija
- 11. inženirska četa
- 48. izvidniška četa
- 5. protioklepna baterija

## Poveljstvo
Poveljnik
- podpolkovnik Edwin Rozłubirski (1963-?)